# Reginald Sinclaire House
La Reginald Sinclaire House est une maison américaine dans le comté de Douglas, au Colorado. Construite en 1931-1932 dans le style Pueblo Revival, elle est inscrite au Registre national des lieux historiques depuis le 20 septembre 1991.